# 356 Liguria
356 Liguria este un asteroid din centura principală, descoperit pe 21 ianuarie 1893, de Auguste Charlois.